# Capela de Notre-Dame-des-Anges (Lurs)
A Capela de Notre-Dame-des-Anges é uma capela católica romana localizada perto de Lurs, Alpes-de-Haute-Provence, França.  É considerado um santuário milagroso e local de peregrinação. Foi construída nos estilos arquitetónicos gótico e românico.

## História
O local, entre Apt e Sisteron na estrada romana Via Domícia, foi outrora o assentamento romano de Alaunium.
Há uma tradição antiga segundo a qual, por ocasião de uma cura feita antes aqui em 1665, em 2 de agosto (festa de Nossa Senhora dos Anjos), um coro de anjos, dizem, foi ouvido cantando. O nome atual, "Notre Dame des Anges", em português significa "Nossa Senhora dos Anjos". A capela foi posteriormente ampliada, a antiga construção formando a cripta da anterior, e uma comunidade de franciscanos recoletos foi estabelecida ali para cuidar do santuário. O complexo foi concluído por volta de 1674 e passou por reparos substanciais na década de 1750.
A capela ganhou fama de curas milagrosas, e as peregrinações ainda acontecem três vezes por ano.